# Jamaica Kincaid

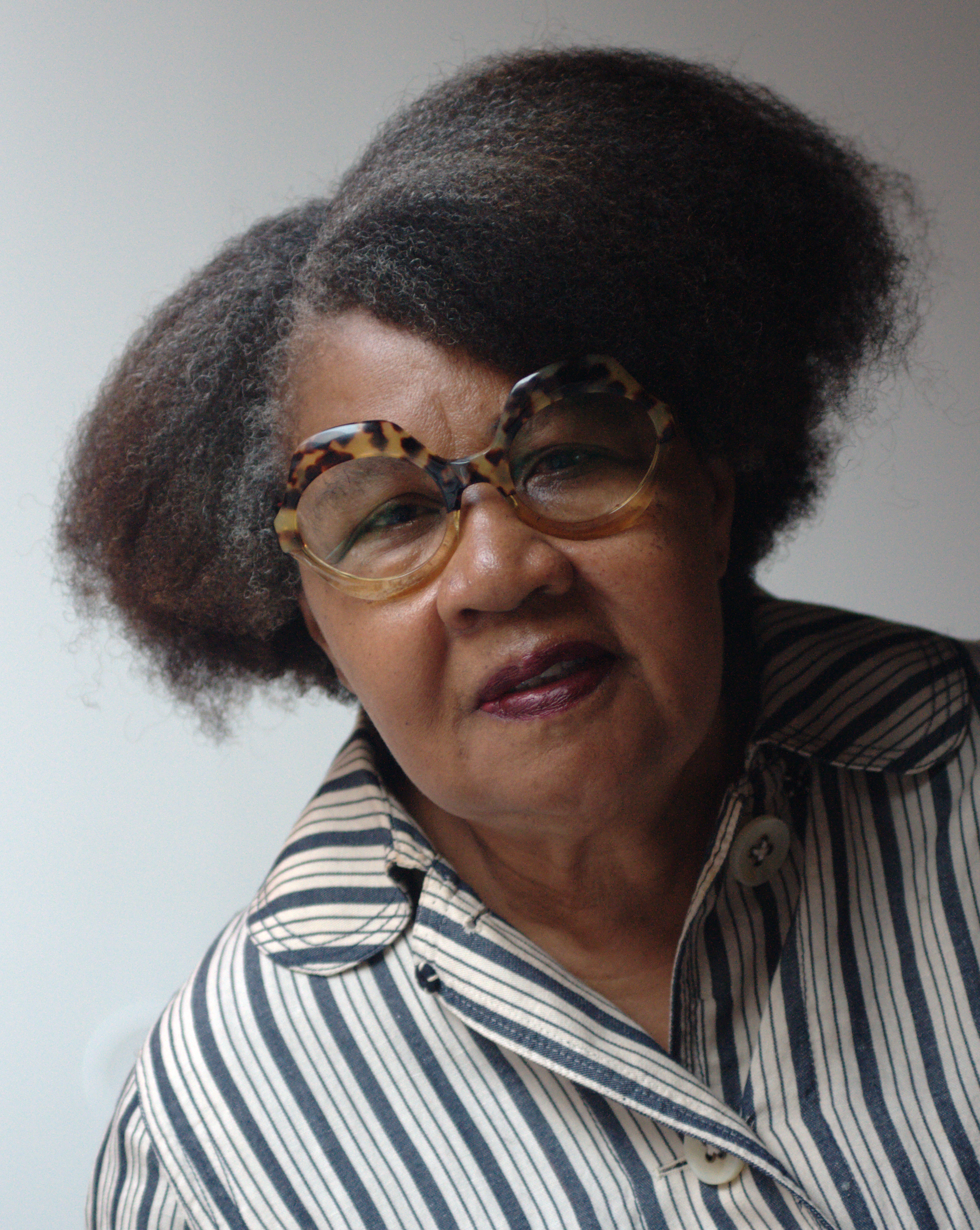
Jamaica Kincaid, 2019

Jamaica Kincaid (* 25. Mai 1949 als Elaine Cynthia Potter Richardson in Saint John’s, Antigua und Barbuda) ist eine antiguanisch-amerikanische Schriftstellerin.

## Leben
Elaine Potter Richardson lebte mit ihrem Stiefvater, einem Zimmermann, und ihrer Mutter bis 1965 zusammen. In Antigua und Barbuda, wo das britische Schulsystem bis 1967 vorherrschte, vervollständigte sie ihre Sekundarbildung. Im Alter von 17 Jahren kam sie nach New York, um dort als Au-Pair-Mädchen zu arbeiten. Danach studierte sie an der New York School for Social Research Fotografie. Ein Jahr lang besuchte sie außerdem das „Franconia College“ in New Hampshire.
1973 ließ sie ihren Namen in Jamaica Kincaid ändern, da ihre Familie ihre Schriftstellerei missbilligte. Ihre erste schriftstellerische Arbeit waren einige Artikel für das Ingenue magazine. Ihr Roman Lucy (1990) ist ein fantasievoller Bericht ihrer Erfahrungen über das Erwachsenwerden im Ausland und setzt ihre persönliche Geschichte fort, die sie bereits im Roman Annie John zu erzählen begann. Sie veröffentlichte auch eine Sammlung von Kurzgeschichten, At the Bottom of the River (1983), eine Sammlung von Essays, A Small Place und vieles mehr.
Jamaica Kincaid wurde in die Anthologie Daughters of Africa aufgenommen, die 1992 von Margaret Busby in London und New York herausgegeben wurde.
Sie ist Professorin für Literatur am Claremont McKenna College und unterrichtet als visiting lecturer an der Harvard University afrikanische und afro-amerikanische Studien und englische und amerikanische Sprache.
Jamaica Kincaid ist begeisterte Botanikerin, Gärtnerin und Pflanzenliebhaberin; sie hat einen Garten in Vermont angelegt und darüber ein Buch veröffentlicht. Außerdem hat sie ihre Erfahrungen einer botanischen Trekkingtour in den Nordosten Nepals im Jahr 2002 beschrieben.
Sie hat mit ihrem Ex-Mann Allen Shawn zwei Kinder. Im Jahr 2006 konvertierte sie zum Judentum.

## Auszeichnungen
- 2000 – Prix Femina Étranger für Mon Frère
- 2004 – Aufnahme in die American Academy of Arts and Letters[3]
- 2009 – Aufnahme in die American Academy of Arts and Sciences
- 2017 – Dan-David-Preis

## Werke
- Girl (Kurzgeschichte; erschienen am 26. Juni 1978 im New Yorker)
- At the Bottom of the River (1983)
  - Am Grunde des Flusses. Übersetzung von Sarah und Moritz Kirsch. Deutsche Verlags-Anstalt, Stuttgart 1986.
- Annie John (1985)
  - Annie John. Übersetzung von Barbara Henninges. Deutsche Verlags-Anstalt, Stuttgart 1989.
- A Small Place (1988)
  - Nur eine kleine Insel. Übersetzung von Ilona Lauscher. Deutsche Verlags-Anstalt, Stuttgart 1990.
- Lucy (1990)
  - Lucy. Übersetzung von Stefanie Schaffer-de Vries. Wolfgang Krüger Verlag, Frankfurt am Main 1991.
- Biography of a Dress (1990)
- On Seeing England for the First Time (Essay; erschienen 1991 im Harper’s Magazine)
- The Autobiography of My Mother (1995)
  - Die Autobiographie meiner Mutter. Übersetzung von Christel Dormagen. Wolfgang Krüger Verlag, Frankfurt am Main 1996.
- My Brother (1997)
  - Mein Bruder. Übersetzung von Sabine Herting. Wolfgang Krüger Verlag, Frankfurt am Main 1999.
  - Mein Bruder. Übersetzung von Sabine Herting. AKI-Verlag, Zürich 2021. ISBN 978 3 311 35000 2.
- My Favorite Plant: Writers and Gardeners on the Plants they Love (1998)
- Talk Stories (2000)
- My Garden(book) (2001)
  - Mein Garten(buch). Übersetzung von Renate Orth-Guttmann. Heinrich und Hahn, Frankfurt am Main 2005.

- Mister Potter (2002)
  - Mister Potter. Übersetzung von Anna und Wolf Heinrich Leube. Kampa Verlag, Zürich 2021.

- Among Flowers (2005)
  -  Die Blumen des Himalaya. Übersetzung von Nadine Lipp. Terra Mater Books, München 2018.
- See Now Then (2013)
  - Damals, jetzt und überhaupt. Übersetzung von Brigitte Heinrich. Unionsverlag, Zürich 2013.